# Butheoloides slimanii
Espèce
Butheoloides slimanii est une espèce de scorpions de la famille des Buthidae.

## Distribution
Cette espèce est endémique du Maroc. Elle se rencontre sur le versant nord de l'Atlas vers Tanant et Grouka.

## Description
La femelle holotype mesure 17,1 mm.

## Étymologie
Cette espèce est nommée en l'honneur de Tahar Slimani.

## Publication originale
- Lourenço, 2010 : « A new species of Butheoloides Hirst, 1925 from Morocco (Scorpiones, Buthidae). » Entomologische Mitteilungen aus dem Zoologischen Museum im Hamburg, vol. 15, no 183, p. 183-189 (texte intégral).